# Eurillas virens
Eurillas virens là một loài chim trong họ Pycnonotidae.